# François Jauffret
François Jauffret (* 9. Februar 1942 in Bordeaux) ist ein ehemaliger französischer Tennisspieler.

## Karriere
Bei der Sommer-Universiade 1959 gewann Jauffret im Einzel die Goldmedaille und an der Seite von Michel Chevalier die Bronzemedaille.
Jauffret trat ab 1960 bei Tennisturnieren des höchsten Niveaus an, wie beispielsweise in Monte Carlo, in Wimbledon oder bei den internationalen französischen Meisterschaften, die später als French Open ausgetragen wurden. 1966 erreichte er das Halbfinale in Paris, in dem er am Australier Tony Roche scheiterte. Bereits ein Jahr zuvor erreichte er das Halbfinale des Doppelwettbewerbs der Australian Championships.
Ab Beginn der Open Era 1968 trat er bei ATP-Turnieren an. In Barcelona erreichte er 1969 das Halbfinale. Nachdem er im Folgejahr in Gstaad das Halbfinale erreicht hatte, gelang ihm in Buenos Aires mit einem Sieg über Željko Franulović sein erster Einzeltitel. 1971 erreichte er in Paris sowohl das Einzel- als auch mit Pierre Barthès das Doppelfinale; in beiden Abschlussrunden musste er eine Niederlage einstecken.
In den folgenden Jahren konnte Jauffret größere Erfolge im Doppel als im Einzel feiern. Bis 1978 gewann er mit unterschiedlichen Partnern sieben Titel im Doppel und konnte vier weitere Finalpartien erreichen. Im Einzel spielte er drei weitere Finals und konnte 1977 in Kairo seinen zweiten und letzten Einzeltitel holen, als er Frank Gebert ohne Satzverlust schlug. Dennoch war er mit Rang 20, erreicht im Jahr 1974, in der Weltrangliste erfolgreicher. Im Doppel kam er lediglich bis Platz 32 im Jahr 1978.
Zwischen 1964 und 1978 wurde er in 35 Begegnungen für die französische Davis-Cup-Mannschaft eingesetzt. Er gewann 43 seiner 70 Matches; 34 Siege bzw. 51 Matches davon waren im Einzel. Er ist der französische Spieler mit den meisten Einsätzen für das Team.
1981 spielte er sein letztes Profiturnier.
Im Jahr 2018 wurde ihm der Davis Cup Award of Excellence verliehen. Dieser Award wird bei Davis-Cup-Finale immer einem Spieler verliehen, der sich für das Gastgeberland verdient gemacht hat und der die Ideale und den Geist des Davis Cups repräsentiert.

## Erfolge
| Legende                     |
| Grand Slam                  |
| Masters Grand Prix          |
| Grand Prix Super Series     |
| Grand Prix World Series (9) |
| ATP Challenger Tour         |

| ATP-Titel nach Belag |
| Hartplatz (2)        |
| Sand (7)             |
| Rasen                |
| Teppich              |

### Einzel

#### Turniersiege
| Nr. | Datum             | Turnier      | Belag | Finalgegner       | Ergebnis           |
| --- | ----------------- | ------------ | ----- | ----------------- | ------------------ |
| 1.  | 16. November 1969 | Buenos Aires | Sand  | Željko Franulović | 3:6, 6:2, 6:4, 6:3 |
| 2.  | 27. März 1977     | Kairo        | Sand  | Frank Gebert      | 6:3, 7:5, 6:4      |

#### Finalteilnahmen
| Nr. | Datum         | Turnier | Belag     | Finalgegner      | Ergebnis           |
| --- | ------------- | ------- | --------- | ---------------- | ------------------ |
| 1.  | 2. Mai 1971   | Paris   | Sand      | Stan Smith       | 2:6, 4:6, 5:7      |
| 2.  | 18. März 1973 | Caracas | Hartplatz | Tom Gorman       | 3:6, 6:7, 3:6      |
| 3.  | 19. Mai 1974  | München | Sand      | Jürgen Faßbender | 2:6, 7:5, 1:6, 4:6 |
| 4.  | 9. März 1975  | Kairo   | Sand      | Manuel Orantes   | 0:6, 6:4, 1:6, 3:6 |

### Doppel

#### Turniersiege
| Nr. | Datum            | Turnier     | Belag         | Partner           | Finalgegner                        | Ergebnis      |
| --- | ---------------- | ----------- | ------------- | ----------------- | ---------------------------------- | ------------- |
| 1.  | 5. November 1972 | Paris (1)   | Hartplatz (i) | Pierre Barthès    | Andrés Gimeno Juan Gisbert         | 6:7, 6:2, 6:3 |
| 2.  | 3. November 1974 | Paris (2)   | Hartplatz (i) | Patrice Dominguez | Brian Gottfried Raúl Ramírez       | 7:5, 6:4      |
| 3.  | 1. Juni 1975     | Düsseldorf  | Sand          | Jan Kodeš         | Harald Elschenbroich Hans Kary     | 6:2, 6:3      |
| 4.  | 11. April 1976   | Nizza (1)   | Sand          | Patrice Dominguez | Wojciech Fibak Karl Meiler         | 6:4, 3:6, 6:3 |
| 5.  | 10. April 1977   | Monte Carlo | Sand          | Jan Kodeš         | Wojciech Fibak Tom Okker           | 2:6, 6:3, 6:2 |
| 6.  | 17. April 1977   | Murcia      | Sand          | Patrice Dominguez | Patricio Cornejo Hans Gildemeister | 7:5, 6:2      |
| 7.  | 23. April 1978   | Nizza (2)   | Sand          | Patrice Dominguez | Jan Kodeš Tomáš Šmíd               | 6:4, 6:0      |

#### Finalteilnahmen
| Nr. | Datum           | Turnier       | Belag | Partner            | Finalgegner                      | Ergebnis           |
| --- | --------------- | ------------- | ----- | ------------------ | -------------------------------- | ------------------ |
| 1.  | 2. Mai 1971     | Paris         | Sand  | Pierre Barthès     | Tom Gorman Stan Smith            | 6:3, 5:7, 2:6      |
| 2.  | 11. August 1974 | Bretton Woods | Sand  | Georges Goven      | Jeff Borowiak Rod Laver          | 3:6, 2:6           |
| 3.  | 13. Juli 1975   | Kitzbühel     | Sand  | Patrice Dominguez  | Paolo Bertolucci Adriano Panatta | 2:6, 2:6, 6:7      |
| 4.  | 10. Juli 1977   | Båstad        | Sand  | Jean-Louis Haillet | Mark Edmondson John Marks        | 4:6, 0:6           |
| 5.  | 17. Juli 1977   | Hilversum     | Sand  | Jean-Louis Haillet | José Higueras Antonio Muñoz      | 1:6, 4:6, 6:2, 1:6 |